# Năvodari
Năvodari (în trecut Caracoium, Carachioi, în turcă Kara Koyum, Karaköy) este un oraș în județul Constanța, Dobrogea, România, format din localitățile componente Mamaia-Sat și Năvodari (reședința). Are o populație de 34.398 locuitori (1 decembrie 2021)
.

## Așezare
Orașul Năvodari este situat în zona estică a județului Constanța, pe malul de sud al lacului Tașaul și pe grindul dintre acesta și lacul Siutghiol. Se află la o distanță de 10 km de municipiul Constanța, având ca vecini la nord - Lacul Tașaul și satul Sibioara, la sud - Lacul Siutghiol și stațiunea Mamaia, la vest - comuna Lumina, iar la est - Marea Neagră.

## Demografie
Componența etnică a orașului Năvodari
     Români (74,89%)
     Ruși lipoveni (1,25%)
     Alte etnii (1,39%)
     Necunoscută (22,47%)
Componența confesională a orașului Năvodari
     Ortodocși (71,56%)
     Musulmani (1,1%)
     Alte religii (3,65%)
     Necunoscută (23,7%)
Conform recensământului efectuat în 2021, populația orașului Năvodari se ridică la 34.398 de locuitori, în creștere față de recensământul anterior din 2011, când fuseseră înregistrați 32.981 de locuitori. Majoritatea locuitorilor sunt români (74,89%), cu o minoritate de ruși lipoveni (1,25%), iar pentru 22,47% nu se cunoaște apartenența etnică. Din punct de vedere confesional, majoritatea locuitorilor sunt ortodocși (71,56%), cu o minoritate de musulmani (1,1%), iar pentru 23,7% nu se cunoaște apartenența confesională.
0500010.00015.00020.00025.00030.00035.0001977199220022011populațiePopulația istorică din Năvodari
Date: Recensăminte sau birourile de statistică - grafică realizată de Wikipedia

## Politică și administrație
Orașul Năvodari este administrat de un primar și un consiliu local compus din 19 consilieri. Primarul, Florin Chelaru[*], de la Partidul Social Democrat, este în funcție din 2016. Începând cu alegerile locale din 2024, consiliul local are următoarea componență pe partide politice:
|  | Partid                          | Consilieri | Componența Consiliului | Componența Consiliului | Componența Consiliului | Componența Consiliului | Componența Consiliului | Componența Consiliului |
|  | ------------------------------- | ---------- | ---------------------- | ---------------------- | ---------------------- | ---------------------- | ---------------------- | ---------------------- |
|  | Partidul Social Democrat        | 6          |                        |                        |                        |                        |                        |                        |
|  | Partidul Neamul Românesc        | 3          |                        |                        |                        |                        |                        |                        |
|  | Partidul Național Liberal       | 3          |                        |                        |                        |                        |                        |                        |
|  | Alianța pentru Unirea Românilor | 2          |                        |                        |                        |                        |                        |                        |
|  | Uniunea Salvați România         | 2          |                        |                        |                        |                        |                        |                        |
|  | Partidul Mișcarea Populară      | 2          |                        |                        |                        |                        |                        |                        |
|  | Partidul S.O.S. România         | 1          |                        |                        |                        |                        |                        |                        |

## Istoric
Cele dintâi dovezi ale existenței unor comunități pe pământul Dobrogei aparțin mousterianului (paleoliticului mijlociu, cca 100 000-35 000 î.Hr.). Perioada aceasta corespunde cu sfârșitul celei de-a treia interglaciații (Riess-Wurm) și cu prima parte a glaciațiunii următoare (Wurm), fenomene care au avut urmări importante asupra florei și faunei dobrogene, asupra vieții și activității oamenilor.
În perioada feudală, pe ruinele romano-bizantine de la Cap Midia s-a dezvoltat cetatea Zanauarda, fapt care vine să demonstreze continuitatea locuirii pe teritoriul administrativ actual al orașului Năvodari. Acest lucru indică și o circulație intensă și un schimb activ economic și comercial, folosindu-se căile navigabile marine și scurgerea naturală a lacului Tasaul în mare.
Prima atestare documentară este din timpul administrației otomane, când localitatea apare menționată în anul 1421 cu numele de Caracoium (nume derivat din cuvintele turcești kara și koyum, traduse prin oaia neagră) denumire care a devenit ulterior Carachioi (de la cuvintele turcești kara koy, însemnând „satul negru”).
După obținerea independenței de stat a României în anul 1877, au avut loc schimbări majore în viața social-economică a zonei. În acea perioadă satul Caracoium din plasa Kustenge (Constanța) aparținea la început de comuna Cicârcic (azi, satul Sibioara), apoi de comuna Cogealia (azi, comuna Lumina) figura doar cu 317 familii ce se ocupau cu agricultura, pescuitul, creșterea animalelor și în mai mică măsură cu negustoria și alte meserii.
În anul 1927, denumirea satului Carachioi este schimbată cu aceea de Năvodari, iar după cinci ani, la 15 august 1932, localitatea este recunoscută comună.
Evoluția urbanistică, trecerea de la cadrul rural la structura urbană se produce după cel de-al Doilea Război Mondial, mai cu seamă începând din 1949-1950, moment în care dezvoltarea economică și industrială, transformă localitatea într-un însemnat centru muncitoresc.
În anul 1954, începe construcția Uzinei de superfosfat și acid sulfuric (U.S.A.S), care a intrat în funcțiune cu prima linie în 1957, aceasta deschizând drumul industrializării zonei și creșterii numărului populației (în anul 1968 populația localității Năvodari depășea 6500 de locuitori). Astfel, prin Legea 2/20 decembrie 1968, localitatea Năvodari a fost declarată oraș, având în subordine administrativă localitatea Mamaia Sat. Procesul de urbanizare a cunoscut o evoluție continuă, rezultând o imagine cu personalitate a localității.
Construcția Combinatului Petrochimic Midia-Năvodari și ulterior a Canalului Poarta Albă-Midia Năvodari a dus la o explozie demografică în anul 1983, când populația a ajuns la 26.000 locuitori.

## Sport
Activitatea sportivă în orașul Năvodari este foarte intensă, orașul având multe cluburi sportive printre care: fotbal, rugby, box, handbal, volei, baschet, karate etc. Cel mai titrat club sportiv din orașul Năvodari este clubul de fotbal AFC Săgeata Năvodari, care a evoluat în sezonul 2013-2014 în premieră în Liga 1. Un alt club sportiv titrat este CS Năvodari care are în componență mai multe sporturi precum rugby, box, handbal sau volei și care este reprezentat de clubul de rugby CS Năvodari în Divizia Națională.

## Personalități născute aici
- Adrian Lungu (n. 1960), rugbist;
- Laurențiu Duță (n. 1976), cântăreț, compozitor;
- Marian Crușoveanu (n. 1981), politician;
- Alin Cârstocea (n. 1992), fotbalist.